# Abadía territorial de Montecasino
La abadía territorial de Montecasino (en latín: Abbatia Territorialis Montis Cassini y en italiano: Abbazia territoriale di Montecassino) es una circunscripción eclesiástica de la Iglesia católica en Italia. Se trata de una abadía territorial latina inmediatamente sujeta a la Santa Sede. Desde el 9 de enero de 2023 su abad es el presbítero Antonio Luca Fallica, de la Orden de San Benito.

## Territorio y organización
La abadía territorial tiene 5 km² y extiende su jurisdicción sobre los fieles católicos de rito latino residentes dentro de los muros de la abadía de Montecasino.
La sede de la abadía territorial se encuentra en las cercanías de ciudad de Cassino, en donde se halla la abadía de Montecasino, en cuyo interior está la Catedral basílica de Nuestra Señora de la Asunción y San Benito Abad.
En 2021 en la abadía territorial existía solo la parroquia compuesta por la abadía de Montecasino.

## Historia

### Los orígenes
Cuando san Benito fundó la abadía de Montecasino en la acrópolis situada en la montaña del antiguo castrum Casinum, en el límite sur del Latium novum, hacia el año 529, parece que obtuvo ese edificio público gracias al apoyo de las familias locales. Más prominentemente y con la aprobación de las autoridades eclesiásticas más cercanas, probablemente —ya que la sede episcopal de Cassino estaba vacante desde hacía algún tiempo— fue Constancio, obispo de Aquino, cuya estima por Benito se recuerda en el segundo libro de los "Diálogos" de san Gregorio Magno.
La ciudad de Casinum, antigua fortaleza samnita y luego leal a Roma, también había sido arrasada en el siglo V por las incursiones de visigodos y vándalos. De los obispos que ocuparon la sede, sólo un nombre goza de cierto crédito histórico, el de Severo Cassinas, de cuya participación en el sínodo romano de 487 está atestiguada, y a cuya memoria permanecieron fieles los propios monjes de Cassino, que ya lo recordaban en los más antiguos calendarios de Montecasino que datan de finales del siglo VIII. Otros dos obispos se atribuyen a la sede de Cassino, Caprario episcopus Cassitanus, que habló en el concilio romano de 465, y Fortunato.
En este espacio desprovisto del cuidado de un pastor eficaz, san Benito pronto comenzó a realizar una obra de evangelización con la autoridad de un carisma que no escapó al propio rey de los godos, Totila, que lo visitó poco antes de asediar Roma en diciembre de 546, recibiendo entre otras cosas la predicción de su muerte inminente. Los primeros cuatro sucesores del santo en el gobierno de Montecasino fueron Constantino, Simplicio, Vitale y Bonito, el último de los cuales vio el monasterio destruido por los lombardos de Zetone hacia el año 580, con el consiguiente exilio de la comunidad monástica en Roma y su probable extinción.
En efecto, en este punto se abre un vacío documental que no termina hasta 718, cuando el noble peregrino Petronace, procedente de Brescia y enviado a Montecasino por el papa Gregorio II, pone las bases para el renacimiento del antiguo monasterio, gracias también a política de colaboración entre el Ducado de Benevento, en cuyo territorio se encuentra Montecasino, y la Sede Apostólica. Y en el año 744, el duque de Benevento, Gisulf II, llevó a cabo un acto trascendental para el futuro de la abadía de Cassino, regalándole "todas las montañas y llanuras circundantes": este era, de hecho, el núcleo primitivo de la Terra Sancti Benedicti, correspondiente al territorio comprendido entre los condados de Aquino, Teano, Comino, Venafro y el ducado de Gaeta. Algunos años más tarde, en 748 el papa Zacarías concedió un primer privilegio de exención en favor de la abadía, que ha llegado hasta hoy en un borrador espurio, pero elaborado sobre la base de un documento auténtico del mismo papa, que desde entonces se ha perdido.
Se trataba de un primer esbozo de la forma de la jurisdicción espiritual de Montecasino, confirmado posteriormente en el privilegio de fecha incierta, emitido por el papa Nicolás I (858-867), en el que se reconoce la exención total de la abadía de cualquier jurisdicción episcopal. La Sede Apostólica garantizó así expresamente la labor de gobierno eclesiástico de los abades de Cassino a partir especialmente de Gisulfo († 817), que había fundado el nuevo monasterio del Salvador en la llanura, constituyendo el centro tanto de la organización de la corte en la Terra Sancti Benedicti y de la futura ciudad fundada por el abad Bertario con el nombre griego de Eulogimenópolis (ciudad de Benito), posteriormente sustituida por la de San Germano (actual Cassino).
Estas prerrogativas que se manifestaron también en la fundación de nuevos centros habitados, fueron confirmadas en el privilegio del papa Juan VIII del 22 de mayo de 882, justo en vísperas de la segunda destrucción del monasterio por los sarracenos, que el 22 de octubre de 883 provocaron la muerte del propio abad Bertario y el largo exilio, primero a Teano (883-914) luego a Capua (914-948), de la comunidad monástica.

### DelsigloXal umbral de la Edad Moderna
El restablecimiento definitivo de los monjes en Montecasino tras el exilio coincide con el gobierno del abad Aligerno (948 [-950]-985). El 7 de junio de 967, con la aprobación del emperador Otón I, este obtuvo la concesión de un gran privilegio por parte de Pandulfo I de Benevento, príncipe de Capua y Benevento, que le concedió el derecho de construir torres y castillos en todas las posesiones monásticas, sin ninguna intromisión de particulares o agentes públicos. Favorecida al mismo tiempo por la exención papal y la protección imperial, la Terra Sancti Benedicti se consolida y se expande cada vez más, mientras que entre los siglos XI y XII alcanza su máximo esplendor el monasterio de Cassino, del que el abad Desiderio es el símbolo (1058-1087) el futuro papa Víctor III.
Montecasino aparece, como escribe César Baronio, una verdadera "guardería de santos pastores", hasta el punto de que en aquellos años varios monjes ocupaban las sillas episcopales de Gaeta, Fondi, Sora, Isernia, así como de Benevento, Salerno, Nápoles.
La consagración de la basílica de Cassino por el papa Alejandro II el 1 de octubre de 1071, con la participación de numerosos arzobispos, obispos y señores locales, es como un sello impreso en esta edad de oro en la que Montecasino, como Cluny, contribuyó a la reforma de la Iglesia propugnada por la Santa Sede. En los años siguientes, sin embargo, el fin del reino normando, los conflictos relacionados con la sucesión de los suevos y la propia dominación sueva hasta la muerte de Federico II (13 de diciembre de 1250) habrían tenido graves repercusiones en el País de San Benito, no sin algunos rayos de luz, como la temprana presencia de los franciscanos en san Germán gracias a la concesión del abad Landolfo Sinibaldo (1227-1236).
Sólo con el nuevo rey Carlos I de Anjou se inició un nuevo período de estabilidad en la abadía y su territorio, promovido por el abad Bernardo Aiglerio (1263-1282), antiguo monje de la abadía benedictina de Saint-Martin de Savigny, amigo de santo Tomás de Aquino, que además de investigaciones formales para la recuperación de los derechos, rentas y servicios debidos a la abadía por los particulares y los centros habitados que gravitaban en torno a ella, celebró también en 1275 el primer sínodo diocesano del que hay noticia. Entre finales del siglo XIII y principios del XIV se registraron abadías breves e inestables, hasta que el papa Juan XXII, en el marco del programa para el restablecimiento de la hegemonía güelfo-angevina en Italia, el 2 de mayo de 1322 con la bula Supernus opifex elevó la abadía al rango de sede episcopal. Será entonces el papa Urbano V quien, después de haberse reservado el cargo de abadía, con la bula Romanus pontifex del 31 de marzo de 1367 suprimió el episcopado y restableció el estatus de abadía.
Y precisamente a finales del siglo XIV se inició la construcción del principal santuario mariano diocesano de Santa María de Piternis en Colleragni, cerca de Cervaro, en el lugar de los supuestos milagros realizados por la Virgen. Sin embargo, los terribles efectos del terremoto de 1349, las complicaciones provocadas por el Cisma de Occidente (1378), las disputas por la sucesión en el Reino de Nápoles hasta la llegada de Alfonso V de Aragón (1442), pesaron mucho sobre la suerte de Montecasino, que entre otras cosas desde 1454 hasta finales del siglo XV estuvo confiado a cuatro abades comendadores, uno de los cuales fue el papa Paulo II.

### DelsigloXVIalXVII
Anexada en 1504 a la Congregación de Santa Justina conocida como de Unitate, que a partir de ese momento tomó el nombre de "Casinense", la abadía, parte integrante del reino napolitano ahora atraído a la órbita española, renació una vez más bajo la dirección del abad Eusebio Fontana, quien inició la serie de visitas pastorales y también dictó estatutos para el clero de la ciudad de San Germano. También se celebraron en este período sínodos, entre los que tuvo especial resonancia el convocado por el abad Crisóstomo de Alejandro (1527-1531) .
Aún aplicando las normas dictadas por el Concilio de Trento, el seminario diocesano fue fundado en 1590.
Durante el siglo XVII no faltaron episodios de conflicto entre la abadía y la ciudad de San Germán, que aspiraba a obtener el título de ciudad real liberándose así de cargas feudales, seguido en este por el capítulo de los cánones de la colegiata iglesia de San Germán, que pretendía tener su propio obispo, liberándose así de la jurisdicción espiritual de los abades. Una solicitud de 1674 en este sentido dirigida a la Congregación de Obispos y Regulares fue rechazada por el Tribunal de la Rota Romana el 30 de abril de 1677; por lo tanto, el 22 de marzo de 1686 el papa Inocencio XI con la bula Alias in causa puso esa cuestión en “perpetuo silenzio”. Nuevamente el 4 de agosto de 1725, el papa Benedicto XIII con la bula Quod inscrutabilis ratificó la voluntad expresada en el Concilio romano de ese mismo año, a favor de la jurisdicción diocesana de los abades de Montecasino.

### De las supresiones delsigloXIXal Vaticano II
La ley napoleónica de supresión de las órdenes monásticas en el reino fue promulgada el 13 de febrero de 1807, y el 21 de febrero de 1810 siguió una carta ministerial con la que el abad Aurelio Visconti era privado de la jurisdicción pastoral, y los pueblos de la diócesis eran divididos entre las diócesis vecinas, que sin embargo continuaron colaborando con el abad, a quien la Santa Sede reconoció como el único pastor legítimo del territorio de Cassino.
Sólo en 1815, con el regreso de Fernando IV de Borbón al trono del Reino de Nápoles y gracias al apoyo conjunto del soberano y del papa Pío VII, se restableció el ejercicio de la jurisdicción espiritual, ahora libre de las limitaciones del poder feudal y jurisdicción civil conexa, como fue confirmado posteriormente por el concordato del 16 de febrero de 1818.
El 19 de noviembre de 1834 el papa Gregorio XVI con la bula Romanus Pontifex, aboliendo la jurisdicción prepositural de la que Atina había disfrutado durante siglos, colocó esta última bajo la autoridad de la abadía de Montecasino. En 1838 cedió las parroquias calabresas de Cetraro y Fella (fracción del municipio de Bonifati) a la diócesis de San Marco Argentano.
Una vez restablecido el cargo de preboste por el papa León XIII en 1878, fue atribuido a los abades de Cassino, mientras que la iglesia Atinate de Santa María fue declarada concatedral. Finalmente, con el decreto Ad Casinum de la Congregación para los Obispos del 21 de marzo de 1977, todo el territorio del preboste de Atina fue fusionado con el de la abadía territorial de Montecasino, mientras que al mismo tiempo se declaró abolido el nombre de "prepositura". Con el mismo decreto, numerosas parroquias fueron retiradas de la jurisdicción de la abadía y anexadas a varias diócesis de Abruzzo, Molise, Lacio y Campania. Al mismo tiempo, la abadía extendió su jurisdicción sobre las comunas de Acquafondata y Viticuso, que habían pertenecido a la diócesis de Isernia y Venafro, y sobre la parroquia de Camino en la comuna de Rocca d'Evandro que había pertenecido a las diócesis de Calvi y Teano.
Con el fin del Reino de las Dos Sicilias y proclamado el Reino de Italia el 17 de marzo de 1861, una nueva ley para la supresión de las corporaciones religiosas afectó también a Montecasino el 7 de julio de 1866, que fue declarado monumento nacional, mientras que el abad conservó su función de ordinario de la diócesis de Cassino, la iglesia abacial constituía la catedral, y el propio monasterio albergaba la residencia del capítulo formado por la comunidad de monjes, así como las oficinas de la curia y el seminario diocesano. El 8 de diciembre de 1889 surgió también dentro del monasterio el nuevo seminario diocesano de San Giuseppe, además del otro ya fundado en San Germán a finales del siglo XVI. Posteriormente, el abad Bonifacio María Krug, en aplicación de la reforma de los seminarios deseada por el papa Pío X, habría unificado los dos institutos.
Krug († 1909) fue sucedido por el abad Gregorio Diamare (1865-1945), durante cuyo gobierno se celebraron cuatro congresos eucarísticos diocesanos, y en 1910 se fundó una "recreación" para los jóvenes de Cassino, con el fin de fomentar su moral, formación espiritual y religiosa. El 12 de marzo de 1928 su consagración episcopal coronó su compromiso pastoral.
Será él quien vivirá en primera persona, durante la Segunda Guerra Mundial, el drama del bombardeo de Montecasino ocurrido el 15 de febrero de 1944, haciendo también todo lo posible para salvar la vida de sus fieles. Fallecido al año siguiente, le sucedió en la obra de reconstrucción material y moral el abad Ildefonso Rea (1945-1971), que no sólo reconstruyó el monumental monasterio sino también las numerosas iglesias y parroquias de la diócesis entre Cassinate y el valle de Comino, rico en monumentos de arte medieval. Habiendo sido también obispo en 1962, participó con compromiso en los trabajos del Concilio Vaticano II, y precisamente durante la asamblea ecuménica el papa Pablo VI, acompañado de un nutrido grupo de padres conciliares, consagró la nueva basílica de Montecasino el 24 de octubre de 1964 proclamando a san Benito como principal patrón de toda Europa. Fue también el máximo reconocimiento a la centenaria misión evangelizadora de la abadía de Cassino.

### Después del Concilio Vaticano II
El papa Juan Pablo II realizó una peregrinación a Montecasino el 20 de septiembre de 1980 con motivo del decimoquinto centenario del nacimiento de san Benito. El 24 de mayo de 2009, el papa Benedicto XVI realizó una visita pastoral a Cassino y Montecasino.
Hasta 2014 la abadía territorial de Montecasino incluía 53 parroquias para un total de aproximadamente 80 000 bautizados y se extendía en el sureste del Lacio y en el extremo norte de Campania, en las comunas de Cassino (donde tenía su sede), Castelnuovo, Parano, Cervaro, San Giorgio a Liri, Pignataro Interamna, San Vittore del Lazio, Sant'Andrea del Garigliano, Sant'Ambrogio sul Garigliano, Sant'Apollinare, Vallemaio, Viticuso, Acquafondata , Vallerotonda, Sant'Elia Fiumerapido, Atina, Belmonte Castello, Villa Latina, en la provincia de Frosinone y Rocca d'Evandro y San Pietro Infine en la provincia de Caserta.
Con la bula Contemplationi faventes del 23 de octubre de 2014, el papa Francisco, aplicando el motu proprio Catholica Ecclesia del 23 de octubre de 1976, redujo el territorio de la abadía territorial únicamente a la iglesia abacial y al monasterio, con sus dependencias inmediatas. El resto del antiguo territorio pasó a la diócesis de Sora-Aquino-Pontecorvo, que al mismo tiempo cambió su nombre por el de Sora-Cassino-Aquino-Pontecorvo.

## Estadísticas
Según el Anuario Pontificio 2022 la abadía territorial tenía a fines de 2021 un total de 19 fieles bautizados.
| Año                                                                             | Población            | Población | Población      | Sacerdotes | Sacerdotes    | Sacerdotes    | Bautizados por sacerdote | Diáconos permanentes | Religiosos | Religiosos | Parroquias |
| Año                                                                             | Bautizados católicos | Total     | % de católicos | Total      | Clero secular | Clero regular | Bautizados por sacerdote | Diáconos permanentes | Varones    | Mujeres    | Parroquias |
| ------------------------------------------------------------------------------- | -------------------- | --------- | -------------- | ---------- | ------------- | ------------- | ------------------------ | -------------------- | ---------- | ---------- | ---------- |
| 1970                                                                            | 110 000              | 110 000   | 100.0          | 92         | 53            | 39            | 1195                     |                      | 51         | 200        | 71         |
| 1980                                                                            | 100 200              | 101 300   | 98.9           | 69         | 41            | 28            | 1452                     |                      | 34         | 77         | 47         |
| 1990                                                                            | 112 800              | 113 800   | 99.1           | 62         | 35            | 27            | 1819                     | 1                    | 33         | 80         | 53         |
| 1999                                                                            | 76 000               | 78 000    | 97.4           | 72         | 35            | 37            | 1055                     |                      | 42         | 76         | 53         |
| 2000                                                                            | 76 000               | 78 000    | 97.4           | 68         | 38            | 30            | 1117                     |                      | 35         | 74         | 53         |
| 2001                                                                            | 76 000               | 78 000    | 97.4           | 74         | 42            | 32            | 1027                     |                      | 36         | 77         | 53         |
| 2002                                                                            | 78 500               | 78 500    | 100.0          | 76         | 39            | 37            | 1032                     |                      | 41         | 72         | 53         |
| 2003                                                                            | 79 000               | 79 000    | 100.0          | 70         | 39            | 31            | 1128                     |                      | 35         | 72         | 53         |
| 2004                                                                            | 79 000               | 79 000    | 100.0          | 68         | 40            | 28            | 1161                     |                      | 54         | 72         | 53         |
| 2007                                                                            | 79 500               | 79 500    | 100.0          | 73         | 39            | 34            | 1089                     |                      | 56         | 64         | 53         |
| 2013                                                                            | 78 900               | 80 000    | 98.6           | 48         | 36            | 12            | 1643                     | 1                    | 46         | 64         | 53         |
| 2014                                                                            | 11                   | 11        | 100.0          | 8          |               | 8             | 1                        | 1                    | 12         |            |            |
| 2016                                                                            | 13                   | 13        | 100.0          | 10         | 2             | 8             | 1                        |                      | 15         |            | 1          |
| 2019                                                                            | 18                   | 18        | 100.0          | 7          |               | 7             | 2                        |                      | 10         | 7          | 1          |
| 2021                                                                            | 19                   | 19        | 100.0          | 7          |               | 7             | 2                        |                      | 10         | 7          | 1          |
| Fuente: Catholic-Hierarchy, que a su vez toma los datos del Anuario Pontificio. |                      |           |                |            |               |               |                          |                      |            |            |            |

## Episcopologio (abades)
- San Benito de Nursia, O.S.B. † (525/529-21 de marzo de 547 falleció)
- Costantino, O.S.B. † (547-560?)
- Simplicio, O.S.B. † (560?-576?)
- Vitale, O.S.B. † (576?-580?)
- Bonito, O.S.B. † (580?-584)
  - Primera destrucción de Montecasino (entorno al 580)[1]
- San Petronace, O.S.B. † (717?-6 de mayo de 750)
- Optato, O.S.B. † (750-4 de enero de 760)
- Ermeri, O.S.B. † (760-18 de julio de 760)
- Graziano, O.S.B. † (760-22 de agosto de 764)
- Tomichi, O.S.B. † (agosto de 764-25 de enero de 771)
- Potone, O.S.B. † (febrero de 771-777)
- Teodemaro, O.S.B. † (777/778-796)
- Gisulfo, O.S.B. † (796-24 de diciembre de 817 falleció)
- Apollinare, O.S.B. † (817-27 de noviembre de 828)
- San Deusdedit, O.S.B. † (828-9 de octubre de 834 falleció)
- Ilderico, O.S.B. † (834-834)
- Autperto, O.S.B. † (834-20 de febrero de 837)
- Bassacio, O.S.B. † (837-17 de marzo de 856)
- San Bertario, O.S.B. † (abril de 856-22 de octubre de 883 falleció)
  - Segunda destrucción de Montecasino (883)
- Angelario I, O.S.B. † (883-5 de diciembre de 889)
- Ragembrando, O.S.B. † (marzo de 890-6 de noviembre de 899)
- Leone, O.S.B. † (899-17 de agosto de 914)
- Giovanni I, O.S.B. † (septiembre de 914-31 de marzo de 934)
- Adelperto, O.S.B. † (6 de abril de 934-27 de diciembre de 943?)
- Baldovino, O.S.B. † (943?-abril? de 946)
- Maielpoto, O.S.B. † (943/944-24? de octubre de 948)
- Aligerno, O.S.B. † (25 de octubre de 948-23 de noviembre de 985)
- Mansone, O.S.B. † (14 de noviembre de 986-8 de marzo de 996)
- Giovanni II, O.S.B. † (996-997)
- Giovanni III, O.S.B. † (octubre de 997-18 de marzo de 1010)
- Giovanni Docibile, O.S.B. † (1010-1011)
- Atenolfo, O.S.B. † (1011-30 de marzo de 1022)
- Teobaldo, O.S.B. † (29? de junio de 1022-3 de junio de 1035)
- Basilio, O.S.B. † (junio de 1036-junio? de 1038)
- Richerio, O.S.B. † (junio de 1038-11 de diciembre de 1055)
- Pietro I, O.S.B. † (1055-22 de mayo de 1057)
- Federico de Lorena, O.S.B. † (23 de mayo de 1057-29 de marzo de 1058 falleció) (electo papa con el nombre de Esteban IX el 7 de agosto de 1057)
- Beato Desiderio, O.S.B. † (junio? de 1058-16 septiembre de 1087 falleció) (electo papa con el nombre de Víctor III el 24 de mayo de 1086)
- Oderisio I, O.S.B. † (septiembre de 1087-2 de diciembre de 1105 falleció)
- Ottone, O.S.B. † (diciembre de 1105-1 de octubre de 1107)
- San Bruno, O.S.B. † (noviembre de 1107-septiembre de 1111 renunció)
- Gerardo, O.S.B. † (octubre de 1111-17 de enero de 1123)
- Oderisio II, O.S.B. † (enero de 1123-mayo de 1126)
- Nicola I, O.S.B. † (mayo de 1126-julio de 1127)
- Senioretto, O.S.B. † (12 de julio de 1127-4 de febrero de 1137)
- Rainaldo, O.S.B. † (10 de febrero de 1137-18 septiembre de 1137)
- Guibaldo di Stablo-Malmedy, O.S.B. † (19 septiembre de 1137-2 de noviembre de 1137)
- Rainaldo II, O.S.B. † (13 de noviembre de 1137-28 de octubre de 1166)
- Teodino I, O.S.B. † (octubre? De 1166-14 septiembre de 1167)
- Egidio, O.S.B. † (1168-1168)
  - Pietro, O.S.B. † (1168-1171) (administrador apostólico)
- Domenico I, O.S.B. † (1171-25 de abril de 1174)
- Pietro II, O.S.B. † (abril de 1174-8 de julio de 1186)
- Roffredo de Insula, O.S.B. † (9 de julio de 1188-30 de mayo de 1210 falleció)
- Pietro III, O.S.B. † (24 de junio de 1210-28 de enero de 1211)
- Adenolfo, O.S.B. † (marzo de 1211-agosto de 1215)
- Stefano I, O.S.B. † (13 septiembre de 1215-21 de julio de 1227)
- Landolfo Sinibaldo, O.S.B. † (diciembre de 1227-28 de julio de 1236)
  - Pandolfo, O.S.B. † (8 de enero de 1237-junio de 1238) (administrador apostólico)
- Stefano II, O.S.B. † (junio de 1238-21 de enero de 1248)
- Nicola II, O.S.B. † (11 de marzo de 1251-?)
- Riccardo, O.S.B. † (26 de enero de 1252-1 de marzo de 1262)
- Teodino II, O.S.B. † (1 de marzo de 1262-29 de marzo de 1263)
- Bernardo Aiglerio, O.S.B. † (29 de marzo de 1263-4 de abril de 1282)
- Tommaso I, O.S.B. † (28 septiembre de 1285-18 septiembre de 1288)
- Ponzio, O.S.B. † (19 de marzo de 1292-30 septiembre de 1292)
- Guglielmo, O.S.B. † (junio de 1293-1294?)
- Angelario II, O.S.B. † (octubre de 1294-abril de 1295)
- Beraudo, O.S.B. † (18 de abril de 1295-diciembre de 1295)
  - Bernardo, O.S.B. † (14 de diciembre de 1295-agosto de 1296) (administrador apostólico)
- Galardo, O.S.B. † (8 de agosto de 1296-20 de marzo de 1301).[nota 1]
- Tommaso II, O.S.B. † (1304-?)
- Marino, O.S.B. † (1306-19 de diciembre de 1313)
- Isnardo, O.S.B. †
  - Oddone della Sala, O.P. † (6 de junio de 1323-3 de julio de 1326 falleció) (administrador apostólico)
- Raimondo de Gramat † (9 de abril de 1326-26 de julio de 1340 falleció)
- Guido di San Germano † (6 de noviembre de 1340-2 de agosto de 1341 falleció)
- Richerio de Miremont † (10 de octubre de 1341-27 de febrero de 1343 falleció)
- Étienne Aldebrand, O.S.B. † (14 de marzo de 1343-13 de febrero de 1346 nombrado obispo de Saint-Pons-de-Thomières)
- Guglielmo de Rosières † (7 de abril de 1346-17 de abril de 1353 nombrado obispo de Tarbes)
  - Tercera destrucción de Montecasino (1349)
- Francesco Atti † (17 de abril de 1353-18 de marzo de 1355 nombrado obispo de Florencia)
- Angelo Acciaioli senior † (18 de marzo de 1355-4 de octubre de 1357 falleció)
- Angelo della Posta † (23 de marzo de 1358-11 de abril de 1362 falleció)
- Angelo Orsini † (26 de agosto de 1362-1365)
- Beato papa Urbano V † (1366-1369 renunció)
- Bartolomeo da Siena, O.S.B. † (31 de agosto de 1369-1369)
- Andrea da Faenza, O.S.B. † (5 de diciembre de 1369-18 septiembre de 1373)
- Pietro de Tartaris, O.S.B. † (7 de febrero de 1374-4 de junio de 1395)
- Enrico Tomacelli, O.S.B. † (22 de junio de 1396-junio de 1413)
- Pirro Tomacelli, O.S.B. † (7 de abril de 1414-1441)
- Giovanni de Primis, O.S.B. † (17 de diciembre de 1441-22 de abril de 1444)
- Antonio Carafa, O.S.B. † (26 de mayo de 1446-1 de febrero de 1454)
- Ludovico Trevisano † (18 de mayo de 1454-26 de marzo de 1465 falleció)
- Papa Paolo II † (29 de marzo de 1465-27 de julio de 1471 falleció)
- Giovanni d'Aragona † (30 de agosto de 1471-17 de octubre de 1485 falleció)
- Giovanni de' Medici † (14 de marzo de 1486-15 de noviembre de 1504 renunció)
- Eusebio Fontana, O.S.B. † (11 de enero de 1505-15 de noviembre de 1506)
- Zaccaria Castagnola, O.S.B. † (mayo de 1506-mayo de 1509)
- Graziano II, O.S.B. † (mayo de 1509-22 de agosto de 1510)
- Ignazio Squarcialupi, O.S.B. † (octubre de 1510-diciembre de 1516)
- Vincenzo de Riso, O.S.B. † (enero de 1517-diciembre de 1518)
- Teofilo Piacentini, O.S.B. † (enero de 1519-mayo de 1520)
- Ignazio Squarcialupi, O.S.B. † (mayo de 1520-diciembre de 1521) (por segunda vez)
- Ludovico Trivulzio, O.S.B. † (enero de 1522-mayo de 1522)
- Giustino Harbes, O.S.B. † (mayo de 1522-diciembre de 1523)
- Ignazio Squarcialupi, O.S.B. † (enero de 1524-diciembre de 1526) (por tercera vez)
- Crisostomo de Alessandro, O.S.B. † (enero de 1527-mayo de 1531)
- Agostino Bonfili, O.S.B. † (mayo de 1531-mayo de 1533)
- Crisostomo de Alessandro, O.S.B. † (mayo de 1533-mayo de 1538) (por segunda vez)
- Girolamo I, O.S.B. † (mayo de 1538-mayo de 1539)
- Ignazio II, O.S.B. † (mayo de 1539-mayo de 1541)
- Girolamo Scloccheto, O.S.B. † (mayo de 1541-mayo de 1546)
- Lorenzo Zambelli, O.S.B. † (mayo de 1546-mayo de 1549)
- Girolamo Scloccheto, O.S.B. † (mayo de 1549-mayo de 1551) (por segunda vez)
- Innocenzo Nicolai, O.S.B. † (mayo de 1551-mayo de 1554)
- Girolamo Calcini, O.S.B. † (mayo de 1554-mayo de 1555)
- Isidoro Mantegazzi, O.S.B. † (mayo de 1555-mayo de 1556)
- Ignazio Vicani, O.S.B. † (mayo de 1556-mayo de 1559)
- Angelo de Faggis, O.S.B. † (mayo de 1559-mayo de 1564)
- Ignazio Vicani, O.S.B. † (mayo de 1564-mayo de 1565) (por segunda vez)
- Angelo de Faggis, O.S.B. † (mayo de 1565-mayo de 1568) (por segunda vez)
- Bernardo de Adamo, O.S.B. † (mayo de 1568-mayo de 1570)
- Mattia Mattaleia, O.S.B. † (mayo de 1570-mayo de 1572)
- Angelo de Faggis, O.S.B. † (mayo de 1572-mayo de 1575) (por tercera vez)
- Girolamo Gersale, O.S.B. † (mayo de 1575-agosto de 1577)
- Bernardo Ferrajolo, O.S.B. † (15 de agosto de 1577-mayo de 1580)
- Desiderio II, O.S.B. † (mayo de 1580-mayo de 1585)
- Bernardo Ferrajolo, O.S.B. † (mayo de 1585-enero de 1587) (por segunda vez)
- Egidio Sernicoli, O.S.B. † (mayo de 1587-mayo de 1589)
- Andrea II, O.S.B. † (mayo de 1589-mayo de 1590)
- Girolamo Brugia, O.S.B. † (mayo de 1590-mayo de 1595)
- Basilio II, O.S.B. † (mayo de 1595-septiembre de 1596)
- Vittorino de Manso, O.S.B. † (enero de 1597-mayo de 1598)
- Zaccaria Tarasco, O.S.B. † (mayo de 1598-mayo de 1599)
- Ambrogio Rastellini, O.S.B. † (mayo de 1599-diciembre de 1602)
- Desiderio III, O.S.B. † (enero de 1603-diciembre de 1604)
- Gregorio Casamata, O.S.B. † (enero de 1605-2 de agosto de 1608)
- Paolo da Cosenza, O.S.B. † (14 de octubre de 1608-21 de octubre de 1609)
- Onorato Scalisi, O.S.B. † (22 de octubre de 1609-19 de abril de 1614)
- Isidoro Agresti, O.S.B. † (20 de abril de 1614-22 de abril de 1617)
- Paolo Scotti, O.S.B. † (23 de abril de 1617-mayo de 1621)
- Bernardino Saivedra, O.S.B. † (mayo de 1621-diciembre de 1624)
- Simplicio Caffarelli, O.S.B. † (enero de 1625-diciembre de 1628)
- Paolo Scotti, O.S.B. † (enero de 1629-diciembre de 1630) (por segunda vez)
- Angelo Grassi, O.S.B. † (enero de 1631-18 de diciembre de 1631)
- Paolo Camillo Casati, O.S.B. † (enero de 1632-diciembre de 1634)
- Desiderio Petronio, O.S.B. † (enero de 1635-diciembre de 1639)
- Severino Fusco, O.S.B. † (enero de 1640-mayo de 1645)
- Andrea Arcioni, O.S.B. † (mayo de 1645-diciembre de 1647)
- Desiderio Petronio, O.S.B. † (enero de 1648-15 de julio de 1649) (por segunda vez)
- Domenico Quesada, O.S.B. † (enero de 1650-diciembre de 1653)
- Carlo de Mauro, O.S.B. † (enero de 1654-marzo de 1657)
- Angelo della Noce, O.S.B. † (marzo de 1657-mayo de 1661)
- Anastasio Perrone, O.S.B. † (mayo de 1661-abril de 1665)
- Angelo della Noce, O.S.B. † (mayo de 1665-abril de 1669) (por segunda vez)
- Mauro Cesarini, O.S.B. † (mayo de 1669-abril de 1675)
- Severino Pepe, O.S.B. † (mayo de 1675-mayo de 1680)
- Andrea Deodati, O.S.B. † (mayo de 1680-mayo de 1681)
- Sebastiano Biancardi, O.S.B. † (mayo de 1681-abril de 1687)
- Andrea Deodati, O.S.B. † (mayo de 1687-abril de 1692)
- Severino Pepe, O.S.B. † (mayo de 1692-27 de agosto de 1697) (por segunda vez)
- Ippolito della Penna, O.S.B. † (20 de noviembre de 1697-abril de 1704)
- Gregorio Galisio, O.S.B. † (mayo de 1704-abril de 1717)
- Nicola Ruggi, O.S.B. † (mayo de 1717-16 de agosto de 1722)
- Arcangelo Brancaccio, O.S.B. † (17 de septiembre de 1722- 24 de abril de 1725)
- Sebastiano Gadaleta, O.S.B. † (junio de 1725-abril de 1731)
- Stefano de Stefano, O.S.B. † (abril de 1731-3 de febrero de 1737)
- Ildefonso del Verme, O.S.B. † (mayo de 1737-mayo de 1739)
- Sebastiano Gadaleta, O.S.B. † (mayo de 1739-mayo de 1745) (por segunda vez)
- Antonio Capece, O.S.B. † (mayo de 1745-mayo de 1751)
- Giovanni Maria Ragosa, O.S.B. † (mayo de 1751-3 de diciembre de 1753)
- Marino Migliarese, O.S.B. † (1754-abril de 1760)
- Domenico Favilla, O.S.B. † (mayo de 1760-abril de 1766)
- Aurelio Parisio, O.S.B. † (abril de 1766-mayo de 1772)
- Rinaldo Santomagno, O.S.B. † (mayo de 1772-mayo de 1778)
- Domenico Favilla, O.S.B. † (mayo de 1778-1780) (por segunda vez)
- Prospero de Rosa, O.S.B. † (mayo de 1781-1787)
- Tommaso Capomazza, O.S.B. † (21 de marzo de 1788-abril de 1793)
- Prospero de Rosa, O.S.B. † (mayo de 1793-1797) (por segunda vez)
- Marino Lucarelli, O.S.B. † (4 de octubre de 1797-abril de 1804)
- Aurelio Visconti, O.S.B. † (abril de 1804-1816)
- Giuseppe del Balzo, O.S.B. † (1817-30 de junio de 1821)
- Luigi Bovio, O.S.B. † (26 de noviembre de 1821-mayo de 1828)
- Giacomo Diez, O.S.B. † (12 de junio de 1828-mayo de 1834)
- Celestino Gonzaga, O.S.B. † (mayo de 1834-mayo de 1840)
- Matteo Morso, O.S.B. † (mayo de 1840-11 de noviembre de 1840)
- Giuseppe Frisari, O.S.B. † (1841-1849)
- Michelangelo Celesia, O.S.B. † (25 de marzo de 1850-23 de marzo de 1860 nombrado obispo de Patti)
- Simplicio Pappalettere, O.S.B. † (abril de 1858-1863)
- Carlo Maria de Vera, O.S.B. † (1863-1871)
- Nicola d'Orgemont, O.S.B. † (1872-23 de junio de 1896)
- Giuseppe Quandel, O.S.B. † (1896-27 de febrero de 1897)
- Bonifacio Maria Krug, O.S.B. † (9 de marzo de 1897-4 de julio de 1909 falleció)
- Gregorio Diamare, O.S.B. † (20 de julio de 1909-6 septiembre de 1945 falleció)
  - Cuarta destrucción de Montecasino (1944)
- Ildefonso Rea, O.S.B. † (21 de noviembre de 1945 confirmado-17 de abril de 1971 retirado)
- Martino Matronola, O.S.B. † (24 de mayo de 1971-8 de enero de 1983 retirado)
- Fabio Bernardo D'Onorio, O.S.B. (25 de abril de 1983-20 septiembre de 2007 nombrado arzobispo de Gaeta)
- Pietro Vittorelli, O.S.B. † (17 de noviembre de 2007-12 de junio de 2013 renunció)
- Donato Ogliari, O.S.B. (23 de octubre de 2014-8 de junio de 2022 nombrado abad de  San Pablo Extramuros)
- Antonio Luca Fallica, O.S.B., desde el 9 de enero de 2023